# Riccardo Piscitelli
Riccardo Piscitelli (Vimercate, 10 ottobre 1993) è un calciatore italiano, portiere dell'Újpest.

## Caratteristiche tecniche
Portiere agile e molto fisico, è dotato di un ottimo senso della posizione.

## Carriera

### Club
Cresciuto nel settore giovanile del Milan, il 6 luglio 2012 Piscitelli passa in prestito alla Carrarese, con cui inizia la carriera professionistica. Il 18 luglio 2013 viene ceduto in comproprietà al Benevento, che nel 2014 lo acquista a titolo definitivo. Nel suo lungo periodo con i campani, veste principalmente i panni di portiere di riserva, ma partecipa comunque all'ascesa del club, che nel giro di due anni (dal 2015 al 2017) ottiene due promozioni consecutive, passando dalla Lega Pro alla Serie B e poi giungendo per la prima volta nella sua storia in Serie A.
Rimasto svincolato dopo aver trascorso cinque anni con i giallorossi, il 5 dicembre 2018 Piscitelli viene tesserato fino al termine della stagione dal Carpi. Con la formazione emiliana, recupera il posto da titolare, lasciato vuoto dall'infortunato Simone Colombi, ma non riesce a risollevare le sorti della squadra, che termina il campionato di Serie B all'ultimo posto e retrocede in Serie C.
Il 28 giugno 2019, Piscitelli si trasferisce in Romania, alla Dinamo Bucarest, iniziando così una serie di esperienze all'estero. Compagno di squadra dei connazionali Diego Fabbrini e Mattia Montini, è il portiere titolare dei biancorossi fino alla sospensione del campionato a causa dell'emergenza da COVID-19. Tuttavia, poco dopo la ripresa della stagione, il portiere risolve il proprio accordo con la Dinamo per perseguire altre opportunità.
Piscitelli approda così nel campionato portoghese, firmando un contratto di tre anni con il Nacional de Madeira. Divide il posto fra i pali con i veterani Daniel Guimarães e António Filipe in una stagione particolarmente deludente per gli isolani, che concludono da fanalini di coda della Primeira Liga e retrocedono nella seconda serie a un solo anno dalla promozione.
Il 21 luglio 2021, Piscitelli viene acquistato dagli ungheresi del Mezőkövesd-Zsóry. Partito come riserva di Botond Antal, fa il suo esordio nella massima serie locale il 22 agosto, giocando da titolare (e senza subire reti) la partita contro il Gyirmót, conclusasi sullo 0-0.

### Nazionale
Piscitelli ha rappresentato l'Italia a diversi livelli giovanili, collezionando anche una presenza in Under-21, sotto la guida di Devis Mangia, nel 2012.

## Statistiche

### Presenze e reti nei club
Statistiche aggiornate al 26 maggio 2024.
| Stagione                | Squadra                 | Campionato              | Campionato | Campionato | Coppe nazionali | Coppe nazionali | Coppe nazionali | Coppe continentali | Coppe continentali | Coppe continentali | Altre coppe | Altre coppe | Altre coppe | Totale | Totale |
| Stagione                | Squadra                 | Comp                    | Pres       | Reti       | Comp            | Pres            | Reti            | Comp               | Pres               | Reti               | Comp        | Pres        | Reti        | Pres   | Reti   |
| ----------------------- | ----------------------- | ----------------------- | ---------- | ---------- | --------------- | --------------- | --------------- | ------------------ | ------------------ | ------------------ | ----------- | ----------- | ----------- | ------ | ------ |
| 2012-2013               | Carrarese               | 1D                      | 23         | -39        | CI+CI-LP        | 2+0             | -6 + 0          |                    | -                  | -                  |             | -           | -           | 25     | -45    |
| 2013-2014               | Benevento               | 1D                      | 3          | -4         | CI+CI-LP        | 0               | 0               |                    | -                  | -                  |             | -           | -           | 3      | -4     |
| 2014-2015               | Benevento               | LP                      | 14+1       | -11 + -2   | CI+CI-LP        | 2+0             | -2 + 0          |                    | -                  | -                  |             | -           | -           | 3      | -4     |
| 2015-2016               | Benevento               | LP                      | 7          | -5         | CI+CI-LP        | 1+2             | -1 + -4         |                    | -                  | -                  | SLP         | 1           | -4          | 11     | -14    |
| 2016-2017               | Benevento               | B                       | 0          | 0          | CI              | 0               | 0               |                    | -                  | -                  |             | -           | -           | 0      | 0      |
| 2017-2018               | Benevento               | A                       | 0          | 0          | CI              | 0               | 0               |                    | -                  | -                  |             | -           | -           | 0      | 0      |
| Totale Benevento        | Totale Benevento        | Totale Benevento        | 24+1       | -20 + -2   |                 | 5               | -7              |                    | -                  | -                  |             | 1           | -4          | 31     | -33    |
| dic. 2018-2019          | Carpi                   | B                       | 18         | -34        | CI              | 0               | 0               |                    | -                  | -                  |             | -           | -           | 18     | -34    |
| 2019-2020               | Dinamo Bucarest         | L1                      | 26         | -37        | CR              | 1               | -3              |                    | -                  | -                  |             | -           | -           | 27     | -40    |
| 2020-2021               | Nacional                | PL                      | 11         | -20        | CP+CdL          | 3+0             | -7 + 0          |                    | -                  | -                  |             | -           | -           | 14     | -27    |
| 2021-2022               | Mezőkövesd-Zsóry        | NB1                     | 8          | -10        | CU              | 0               | 0               |                    | -                  | -                  |             | -           | -           | 8      | -10    |
| 2022-2023               | Mezőkövesd-Zsóry        | NB1                     | 31         | -38        | CU              | 1               | 0               |                    | -                  | -                  |             | -           | -           | 31     | -38    |
| 2023-2024               | Mezőkövesd-Zsóry        | NB1                     | 17         | -26        | CU              | 0               | 0               |                    | -                  | -                  |             | -           | -           | 17     | -26    |
| Totale Mezokovesd-Zsory | Totale Mezokovesd-Zsory | Totale Mezokovesd-Zsory | 56         | -74        |                 | 1               | 0               |                    | -                  | -                  |             | -           | -           | 34     | -40    |
| Totale carriera         | Totale carriera         | Totale carriera         | 135+1      | -190 + -2  |                 | 12              | -23             |                    | -                  | -                  |             | 1           | -4          | 149    | -219   |

## Palmarès

### Club

#### Competizioni nazionali
- Lega Pro: 1

Benevento: 2015-2016 (girone C)